# Aesopia
Genre
Aesopia est un genre de poissons plats marins de la famille des Soleidae.

## Liste des espèces
Selon EOL et WoRMS, il n'existe qu'une seule espèce du genre Aesopia (monotypique) :
- Aesopia cornuta Kaup, 1858